# Nhà thờ Đức Mẹ Đồng Trinh Maria ở Rožňava
Nhà thờ Đức Mẹ Đồng Trinh Maria ở Rožňava (tiếng Slovakia: Katedrála Nanebovzatia Panny Márie v Rožňava) là nhà thờ Công giáo La Mã ở thị trấn Rožňava, vùng Košice, Slovakia. Đây là nơi đặt trụ sở của giáo phận Rožňava. Nhà thờ được ghi danh vào Danh sách Di tích Trung ương theo quyết định của Bộ Văn hóa Cộng hòa Slovakia vào ngày 6 tháng 5 năm 1963.

## Lịch sử
Nhà thờ kiểu Gothic ở Rožňava dành riêng cho Đức Mẹ Đồng Trinh Maria được hoàn thành vào năm 1304. Lúc bấy giờ, đây đã là một nhà thờ giáo xứ. Đến năm 1776, nhà thờ trở thành nhà thờ chính tòa.
Nhà thờ lúc mới xây không có tháp chuông. Tòa tháp chuông kiểu cổ điển đã được xây thêm vào nhà thờ từ năm 1776 đến năm 1779. Năm 1836, khu vực phía nam nhà thờ trở thành nơi đặt nhà nguyện Thánh Neitus. Nhà nguyện này cũng là nơi đặt các thánh tích đến từ Rôma, được Giáo hoàng Gregory XVI tặng cho nhà thờ vào năm 1835.

## Nội thất
Bên trong nhà thờ có một bức tranh miêu tả Thánh Anna cùng với Đức Mẹ Đồng trinh và Chúa Giêsu. Bức tranh này có niên đại vào năm 1513, nên rất có giá trị về mặt lịch sử. Bức tranh còn đặc biệt thể hiện cảnh khai thác và chế biến quặng ở địa phương thời đại bấy giờ.